# Issoria baumanni
Issoria baumanni is een vlinder uit de familie van de Nymphalidae. De wetenschappelijke naam van de soort is voor het eerst geldig gepubliceerd in 1894 door Hans Rebel & Rogenhofer.